# HD 9446 c
HD 9446 c est une exoplanète en orbite autour de HD 9446, une naine jaune quasiment identique au Soleil située à environ 173 années-lumière (53 pc) du Système solaire dans la constellation du Triangle. Un système planétaire à deux corps a été détecté en janvier 2010 autour de cette étoile par la méthode des vitesses radiales :
| Planète                        | Masse (MJ)    | Demi-grand axe (UA) | Période orbitale (d) | Excentricité |
| ------------------------------ | ------------- | ------------------- | -------------------- | ------------ |
|                                |               |                     |                      |              |
| HD 9446 b                      | ≥ 0,70 ± 0,06 | 0,189 ± 0,006       | 30,052 ± 0,027       | 0,20 ± 0,06  |
| HD 9446 c                      | ≥ 1,82 ± 0,17 | 0,654 ± 0,022       | 192,9 ± 0,9          | 0,06 ± 0,06  |
|                                |               |                     |                      |              |
| Système planétaire de HD 9446. |               |                     |                      |              |

HD 9446 c boucle en 193 jours une orbite de faible excentricité à environ 0,65 UA de son étoile parente.